# Elena Iancova
Elena Iancova (n. 1825, Iambol, Imperiul Otoman – d. 1901, Bolgrad, gubernia Basarabia, Imperiul Rus) a fost o interpretă de cântece populare bulgare care a activat în Basarabia.
Familia Elenei s-a mutat în Basarabia în 1828, stabilindu-se la Bolgrad, regiunea Odesa.
Colecția de cântece a Elenei Iancova a fost editată la Plovdiv în 1908 de către fiul ei, Gheorghe. Fiica Kina i-a pus la dispoziție compozitorului bulgar Dobri Hristov⁠(d) o culegere de 215 de cântece, inclusiv cântece istorice, epice, lirice și legate de obiceiurile calendaristice și de familie. Unele cântece de haiducie anti-otomane conțin subiecte înrudite cu folclorul românesc din Basarabia. Culegerea, publicată de Hristov în 1913 cu titlul Сборник за народно умотворение (din bulgară Culegere de folclor umoristic) a fost înalt apreciată de scriitori și savanți bulgari notabili, precum Ivan Vazov, Mihail Arnaudov⁠(d) ș.a.